# Свайриенг
Свайрие́нг (кхмер. ស្វាយរៀង) — провинция на юго-востоке Камбоджи. Административный центр провинции — город Свайриенг. Национальная дорога No.1 проходит через провинцию к пограничному переходу Бавет на камбоджийско-вьетнамской границе.

## Административное деление
Провинция делится на 7 округов (срок), 80 коммун (кхум) и 690 деревень (пхум).
- 2001 Чантриа — ចន្រ្ទា
- 2002 Кампонг Роу — កំពង់រោទ៍
- 2003 Ромдоуль — រំដួល
- 2004 Ромеах Хаек — រមាសហែក
- 2005 Свай Чром — ស្វាយជ្រុំ
- 2006 Свайриенг — ស្វាយរៀង
- 2007 Свай Тхиеп — ស្វាយទៀប

## Люди, родившиеся в провинции Свайриенг
- Кхиеу Сампхан
- Хок Лунди
- Чеа Сим